# Bill Nighy
William Francis Nighy (Caterham, Inglaterra, 12 de diciembre de 1949), más conocido como Bill Nighy, es un actor británico conocido por sus papeles antagónicos interpretando roles de villanos, como Viktor en la franquicia cinematográfica de Underworld, Davy Jones en Piratas del Caribe o el general Fallon en Jack the Giant Slayer, entre otros.

## Datos biográficos
Nighy nació en Caterham (Surrey), en 1949 y se formó en teatro en la escuela de actuación de Guildford. Realizó su debut profesional en el teatro en el Watermill Theatre de Newbury y luego siguió ganando experiencia en teatros regionales. En Liverpool creó, junto a Julie Walters y Pete Postlethwaite, una compañía de teatro itinerante que se presentaba en locales de variedades. Su primera actuación en Londres fue en el Hampstead Theatre, en noviembre de 1978, en la obra Comings and Goings.
Su larga asociación con el trabajo de David Hare comenzó a principios de la década de 1980, cuando fue elegido para Dreams of Leaving, un filme de la cadena BBC, escrito y dirigido por Hare. Su siguiente trabajo juntos fue Map of the World, escrita y dirigida por Hare, en el Royal National Theatre de Londres. Peter Hall, el director artístico del National Theatre, le pidió a Hare que formara una compañía de actores y se convirtió en uno de los miembros fundadores  de artistas que incluía entre otros a Anthony Hopkins.
La primera producción de Hare para la nueva compañía fue Pravda, una despiadada sátira de la prensa británica, que escribió junto a Howard Brenton. Hopkins interpretó el papel del implacable magnate de los medios Lambert Le Roux y Nighy interpretó a su igualmente inescrupuloso socio. Los dos actores fueron reunidos otra vez para la producción de Hare en la obra de William Shakespeare El rey Lear, en la que Nighy fue el personaje de Edgar y Hopkins se presentó en el papel principal. Una década más tarde, protagonizó Skylight, de Hare, que le supuso el Premio Barclay de teatro y que se representó con mucho éxito durante una temporada en el Vaudeville Theatre del West End londinense.
Nighy ha aparecido regularmente en el National Theatre en una sucesión de nuevas obras escritas por los mejores escritores británicos. En el año 1993, protagonizó la ambiciosa producción Arcadia de Tom Stoppard. Siete años más tarde, recibió los aplausos de la crítica y la nominación al mejor actor al prestigioso Premio Laurence Olivier, por su interpretación como el médico psiquiatra Robert Smith en Blue/Orange, escrita por Joe Penhall y dirigida por Roger Michell.
Otros de sus trabajos en teatro incluyen dos reposiciones de obras de Harold Pinter: Betrayal, en el Almeida Theatre, y A Kind of Alaska, en el Donmar Warehouse Theatre. Bill también ha interpretado a Trigorin en una producción del National Theatre de la obra de Chéjov, La gaviota, junto a Judi Dench como Arkadina. Nighy previamente trabajó con Judi Dench en Absolute Hell (BBC) y recientemente trabajaron para el muy aclamado filme, Notes on a Scandal, con Cate Blanchett y dirigida por Richard Eyre.

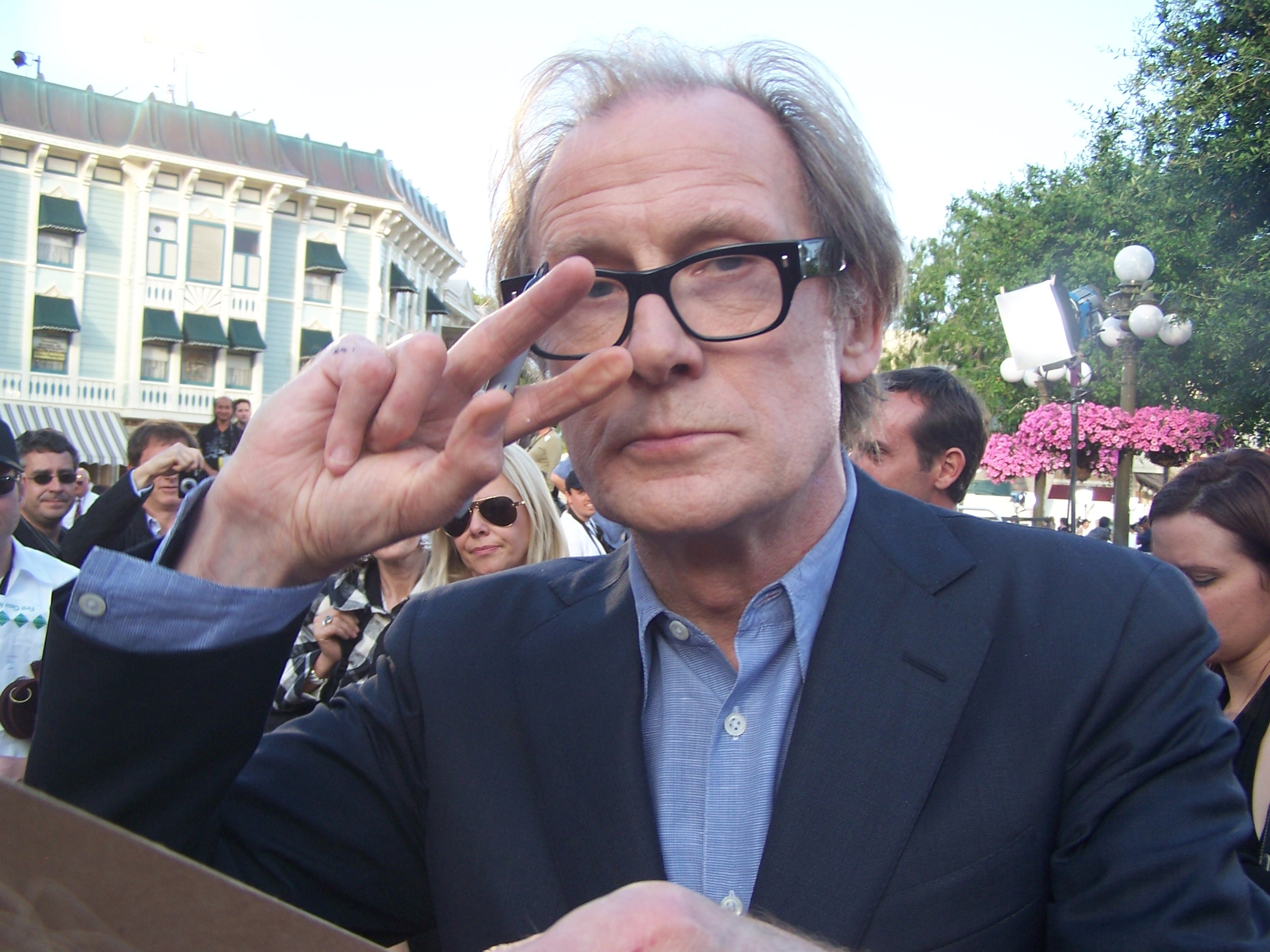
Nighy en 2007.

La larga lista de trabajos de Nighy para la pequeña pantalla incluyen prácticamente a todas las grandes series de la televisión británica, pero fue su actuación en The Men's Room (BBC), en 1991, cuando atrajo por primera vez la atención del público general. Luego ganó el BAFTA TV y el Royal Television Society al mejor actor, por su interpretación de un editor de periódico en la serie de culto State of Play. Protagonizó dos películas realizadas para televisión escritas y dirigidas por Stephen Poliakoff: El príncipe perdido (The Lost Prince) y la miniserie La hija de Gideon (Gideon's Daughter), por la que ganó el Globo de Oro. Su interpretación de Lawrence, un inspector de hacienda rejuvenecido por el amor en La chica del café (The Girl in the Café), le supuso otra nominación a los Globos de Oro y el aplauso generalizado de la crítica.
Nighy hizo su debut en el cine a principios de los años 80, cuando apareció en películas como La chica del tambor (The Little Drummer Girl) y otra de las adaptaciones a la pantalla de John le Carré, El jardinero fiel (The Constant Gardener), le hizo ganar el premio al mejor actor de reparto en los British Independent Film Awards de 2005. Pero fue Siempre locos y su interpretación del vocalista de rock envejecido Ray Simms lo que estableció el perfil de Nighy en el cine y le supuso el premio Peter Sellers a la mejor interpretación de comedia, otorgado por el London Evening Standard. Nighy ganó su segundo premio Peter Sellers por su trabajo dándole vida a la inolvidable estrella de pop Billy Mack en Love Actually, una interpretación increíblemente popular que también le supuso el Premio de la Crítica de Londres y el premio BAFTA al mejor actor de reparto.
Otros de sus trabajos en el cine incluyen Underworld, Underworld: Evolution, Shaun of the Dead (Una noche de muerte) y El intruso (Enduring Love). En el año 2003, Nighy ganó cuatro premios a mejor actor de reparto de la Asociación de Críticos de Cine de Los Ángeles, por sus trabajos en AKA, Lawless Heart, El castillo soñado (I Capture The Castle) y Love Actually. También realizó una interpretación estelar como el capitán pirata Davy Jones –mitad calamar, mitad humano- en Pirates of the Caribbean: Dead Man's Chest y Piratas del Caribe: en el fin del mundo (Pirates of the Caribbean: At World's End).

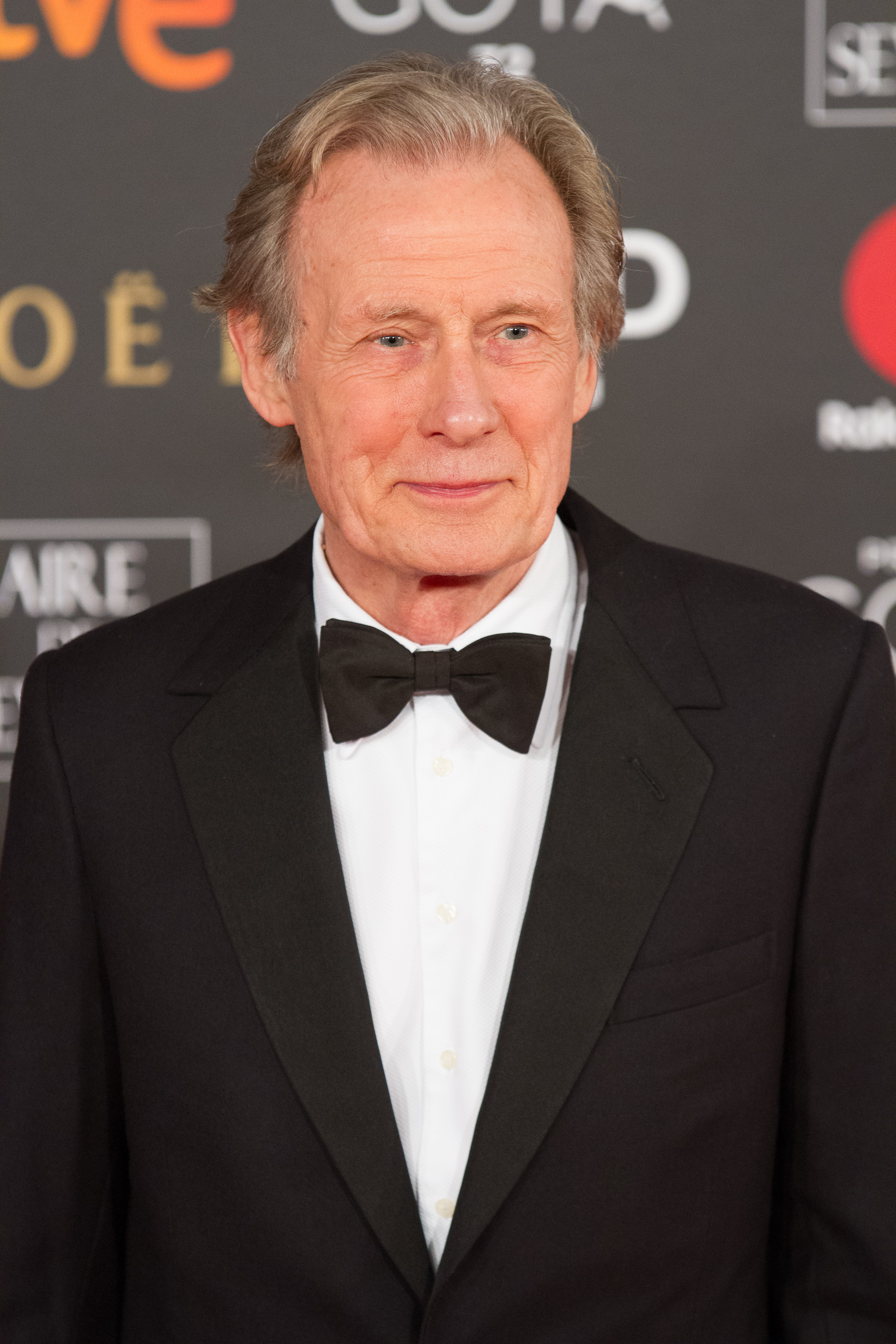
Nighy en Madrid, con motivo de los Premios Goya 2018.

Nighy actuó en Broadway en la producción de David Hare La hora vertical (The Vertical Hour). Protagonizó junto a Julianne Moore esta historia acerca de una corresponsal de guerra estadounidense desafiada en sus creencias y cultura después de conocer a un inglés cuyo modo de vida la sorprende totalmente.
Nighy también hizo un cameo en Arma fatal (Hot Fuzz), un filme de los realizadores de Shaun of the Dead (Una noche de muerte). Más recientemente se lo ha visto en la película de Brian Singer, Valkyrie, junto a Tom Cruise y Patrick Wilson en este drama de acción de la Segunda Guerra Mundial basado en una conspiración para asesinar a Adolf Hitler.
En 2010 apareció en la primera parte de la película Harry Potter y las Reliquias de la Muerte como el nuevo Ministro de Magia: Rufus Scrimgeour. Al año siguiente participó en dos películas de animación:  Rango (2011) y Arthur Christmas (2011), y por esta última ganó un premio Annie por su doblaje.
En 2011 protagonizó la película Page Eight, dirigido por David Hare y con Rachel Weisz y Michael Gambon. En el filme se retratan los dilemas morales a los que se enfrentan los servicios de inteligencia occidentales desde el 2001 y, más concretamente, el MI5 británico, así como su dependencia del poder político. Por su interpretación como Johnny Worricker, fue nominado a su tercer Globo de Oro.
En el 2013 apareció en About Time, una película dramática y también romántica, escrita y dirigida por Richard Curtis y en la que también participaron Domhnall Gleeson, Rachel McAdams, Tom Hollander y Margot Robbie. La historia, con toques de ciencia ficción, es la de un joven con la habilidad especial para viajar en el tiempo que trata de cambiar su pasado con el fin de mejorar su futuro.
Participó en la película La librería, de Isabel Coixet, como Edmund Brundish, junto a Emily Mortimer. El rodaje tuvo lugar en Irlanda del Norte y Barcelona durante el verano de 2016.
En 2020 apareció como el Sr. Woodhouse, el padre de Emma (2020) dirigida por Autumn de Wilde, escrita por Eleanor Catton y basada en la novela del mismo nombre de Jane Austen. En octubre de 2020 se anunció que Nighy interpretaría el papel principal en Living, una adaptación en inglés del drama japonés de 1952 de Akira Kurosawa, Ikiru, dirigida por Oliver Hermanus a partir de un guion de Kazuo Ishiguro. La película se estrenó en Sundance en enero de 2022, donde la actuación de Nighy en particular recibió grandes elogios y su primera nominación al Premio Óscar.

## Filmografía
Cine
| Año  | Título                                             | Rol                                  |
| ---- | -------------------------------------------------- | ------------------------------------ |
| 1981 | El ojo de la aguja                                 | Líder del escuadrón Blenkinsop       |
| 1983 | La maldición de la Pantera Rosa                    | Doctor                               |
| 1984 | The Little Drummer Girl                            | Al                                   |
| 1985 | Hitler's SS: Portrait in Evil                      | Helmut Hoffman                       |
| 1985 | Thirteen at Dinner                                 | Ronald Marsh                         |
| 1989 | El fantasma de la ópera                            | Martin Barton                        |
| 1994 | Being Human                                        | Julian                               |
| 1996 | True Blue                                          | Jeremy Saville                       |
| 1997 | Cuento de hadas                                    | Edward Gardner                       |
| 1998 | Siempre locos                                      | Ray Simms                            |
| 1999 | Guest House Paradiso                               | Mr. Johnson                          |
| 2001 | Corazones desenfrenados                            | Dan                                  |
| 2001 | Éxito por los pelos                                | Roger "Rog" Chamberlain              |
| 2001 | Blow Dry                                           | Raymond "Ray" Robertson              |
| 2002 | AKA                                                | Tío Louis Gryffoyn                   |
| 2003 | Love Actually                                      | Billy Mack                           |
| 2003 | Ready When You Are, Mr McGill                      | Phil Parish                          |
| 2003 | El castillo soñado                                 | James Mortmain                       |
| 2003 | Underworld                                         | Viktor                               |
| 2004 | Shaun of the Dead                                  | Phillip                              |
| 2004 | Enduring Love                                      | Robin                                |
| 2005 | The Magic Roundabout                               | Dylan (Voz)                          |
| 2005 | The Hitchhiker's Guide to the Galaxy               | Slartibartfast                       |
| 2005 | El jardinero fiel                                  | Sir Bernard Pellegrin                |
| 2006 | Pirates of the Caribbean: Dead Man's Chest         | Davy Jones                           |
| 2006 | Underworld: Evolution                              | Viktor                               |
| 2006 | Stormbreaker                                       | Alan Blunt                           |
| 2006 | Flushed Away                                       | Whitey (Voz)                         |
| 2006 | Notes on a Scandal                                 | Richard Hart                         |
| 2007 | Hot Fuzz                                           | Insp. Kenneth                        |
| 2007 | Piratas del Caribe: en el fin del mundo            | Davy Jones                           |
| 2008 | Valkyrie                                           | Friedrich Olbricht                   |
| 2008 | A Fox's Tale                                       | Ringmaster (Voz)                     |
| 2009 | Underworld: Rise of the Lycans                     | Viktor                               |
| 2009 | The Boat That Rocked                               | Quentin                              |
| 2009 | G-Force                                            | Leonard Saber                        |
| 2009 | Astro Boy                                          | Profesor Simon Elefun/Robotsky (Voz) |
| 2009 | Statuesque                                         | Sr. Jellaby                          |
| 2009 | Glorious 39                                        | Sir Alexander                        |
| 2010 | Wild Target                                        | Victor Maynard                       |
| 2010 | Harry Potter y las Reliquias de la Muerte: parte 1 | Rufus Scrimgeour                     |
| 2011 | El exótico Hotel Marigold                          | Douglas Ainslie                      |
| 2011 | Rango                                              | Jake (Voz)                           |
| 2011 | Chalet Girl                                        | Richard                              |
| 2011 | Arthur Christmas                                   | Santa (Voz)                          |
| 2011 | The Man with the Stolen Heart                      | Narrador                             |
| 2012 | Wrath of the Titans                                | Hephaestus                           |
| 2012 | Total Recall                                       | Matthias Lair                        |
| 2013 | Great White Shark 3D                               | Narrador                             |
| 2013 | Jack el Matagigantes                               | Fallon (Voz)                         |
| 2013 | The World's End                                    | The Network (Voz)                    |
| 2013 | About Time                                         | James Lake                           |
| 2014 | I, Frankenstein                                    | Naberius                             |
| 2014 | Pride                                              | Cliff                                |
| 2015 | El nuevo exótico Hotel Marigold                    | Douglas Ainslie                      |
| 2016 | Dad's Army                                         | Sargento Wilson                      |
| 2016 | Norm of the North                                  | Sócrates (Voz)                       |
| 2016 | Su mejor historia                                  | Ambrose Hilliard                     |
| 2016 | Los misteriosos asesinatos de Limehouse            | John Kildare                         |
| 2017 | Piratas del Caribe: La venganza de Salazar         | Davy Jones                           |
| 2017 | The Bookshop                                       | Mr. Edmund Brundish                  |
| 2019 | Pokémon: Detective Pikachu                         | Howard Clifford                      |
| 2020 | Emma                                               | Mr. Woodhouse                        |
| 2020 | Minamata                                           | Robert Hayes                         |
| 2020 | Regreso a Hope Gap                                 | Edward Axton                         |
| 2021 | Buckley's Chance                                   | Spencer                              |
| 2022 | Living                                             | Mr Williams                          |
| 2023 | Juego de roles                                     | Bob Kellerman                        |
| 2024 | 10 Lives                                           | Craven                               |
| 2024 | Robot salvaje                                      | Longneck                             |
| 2024 | El juego bonito                                    | Mal                                  |

Televisión
| Año       | Título                            | Rol                  | Notas                                           |
| --------- | --------------------------------- | -------------------- | ----------------------------------------------- |
| 1976      | Softly, Softly: Taskforce         | Albert Blake         | Episodio: "Say it with Flowers"                 |
| 1978-1982 | Play for Today                    | Dave/William/Bill    | 3 episodios                                     |
| 1979      | Premier                           | Deasey               | Episodio: "Deasey"                              |
| 1980      | Agony                             | Vicent Fish          | Segunda temporada                               |
| 1980      | Fox                               | Colin Street         | 2 episodios                                     |
| 1980      | BBC2 Playhouse                    | Bruno                | Episodio: "Standing in for Henry"               |
| 1982      | Minder                            | Oates                | Episodio: "Looking for Micky"                   |
| 1982      | Play for Tomorrow                 | Connor Muller        | Episodio: "Easter 2016"                         |
| 1983      | Reilly, Ace of Spies              | Goschen              | Episodio: "1905: The Visiting Fireman"          |
| 1983      | Jemina Shore Investigates         | David Cullen         | Episodio: "A Model for Murder"                  |
| 1985      | The Last Place on Earth           | Cecil Meares         |                                                 |
| 1989      | Storyboard                        | Sam                  | Episodio: "Making News"                         |
| 1990      | Making News                       | Sam Courtney         |                                                 |
| 1990      | Sceenplay                         | Howard Nash          | Episodio: "Antonio and Jane"                    |
| 1991      | The Men's Room                    | Mark Carleton        | BBC serial                                      |
| 1991      | Bergerac                          |                      | Episodio: "All for Love"                        |
| 1991-93   | Performance                       | Roger Maitland       | 2 episodios                                     |
| 1992      | Chillers                          | Tom Dickenson        | Episodio: "The Cat Brought It In"               |
| 1993      | Eye of the Storm                  | Tom Frewen           | 6 episodios                                     |
| 1993      | Peak Practice                     | Alan Sinclair        | Episodio: "Growing Pains"                       |
| 1993      | The Maitlands                     | Roger Maitland       |                                                 |
| 1994      | Wycliffe                          | David Cleeve         | Episodio: "The Four Jacks"                      |
| 1995      | Llety                             | Piod                 |                                                 |
| 1996      | Testament: The Bible in Animation | Belshazzar           | Episodio: "Daniel"                              |
| 1997      | Insiders                          | Mark Gordon          | Episodio: "The Vat Man"                         |
| 1997      | Kavanagh QC                       | Giles Culpepper QC   | Episodio: "Ancient History"                     |
| 1998      | Kiss Me Kate                      | Cameron              |                                                 |
| 1998-00   | The Canterbury Tales              | El comerciante       | 2 episodios                                     |
| 1999      | People Like Us                    | Will Rushmore        | Episodio: "The Photographer"                    |
| 2000      | Longitud                          | Lord Sandwich        |                                                 |
| 2000      | Animated Tales of the World       | Tiger                | Episodio: "A Story of Taiwan: Aunt Tiger"       |
| 2002      | Auf Wiedersehen, Pet              | Jeffrey Grainger     | Tercera temporada                               |
| 2002      | The Inspector Lynley Mysteries    | Alan Lockwood        | Episodio: "Well Schooled in Murder"             |
| 2003      | State of Play                     | Cameron Foster       |                                                 |
| 2003      | The Lost Prince                   | Arthur Bigge         |                                                 |
| 2004      | He Knew He Was Right              | Coronel Osborne      |                                                 |
| 2005      | La chica del café                 | Lawrence             |                                                 |
| 2005      | La hija de Gideon                 | Gideon Warner        |                                                 |
| 2010      | Doctor Who                        | Dr. Black            | Sin crédito. Episodio: "Vincent and the Doctor" |
| 2011      | Page Eight                        | Johnny Worricker     |                                                 |
| 2014      | Turks & Caicos                    | Johnny Worricker     |                                                 |
| 2014      | Salting the Battlefield           | Johnny Worricker     |                                                 |
| 2020-21   | Castlevania                       | Saint Germain (voz)  |                                                 |
| 2022      | The Man Who Fell to Earth         | Thomas Jerome Newton |                                                 |

Videojuegos
| Año  | Título                   | Voz           |
| ---- | ------------------------ | ------------- |
| 2009 | G-Force                  | Leonard Saber |
| 2013 | Disney Infinity          | Davy Jones    |
| 2014 | The Elder Scrolls Online | Rey Emeric    |
| 2014 | Destiny                  | El Orador     |
| 2015 | Disney Infinity 3.0      | Davy Jones    |

## Premios y nominaciones
Lista incompleta de premios.
Premios Óscar
| Año  | Categoría   | Película | Resultado |
| ---- | ----------- | -------- | --------- |
| 2023 | Mejor actor | Living   | Nominado  |

Premios Globo de Oro
| Año  | Categoría                            | Película          | Resultado |
| ---- | ------------------------------------ | ----------------- | --------- |
| 2006 | Mejor actor de miniserie o telefilme | La chica del café | Nominado  |
| 2007 | Mejor actor de miniserie o telefilme | La hija de Gideon | Ganador   |
| 2012 | Mejor actor de miniserie o telefilme | Page Eight        | Nominado  |
| 2022 | Mejor actor - Drama                  | Living            | Nominado  |

Premios BAFTA
| Año  | Categoría              | Película      | Resultado |
| ---- | ---------------------- | ------------- | --------- |
| 2003 | Mejor actor de reparto | Love Actually | Ganador   |
| 2003 | Mejor actor - TV       | State of Play | Ganador   |
| 2022 | Mejor actor            | Living        | Nominado  |

Premios Satellite
| Año  | Categoría                                      | Película          | Resultado |
| ---- | ---------------------------------------------- | ----------------- | --------- |
| 1999 | Mejor actor de reparto - Musical o Comedia     | Siempre locos     | Nominado  |
| 2004 | Mejor actor de reparto - Musical o Comedia     | Love Actually     | Nominado  |
| 2005 | Mejor actor de reparto - Miniserie o telefilme | The Lost Prince   | Ganador   |
| 2006 | Mejor actor - Miniserie o telefilme            | La hija de Gideon | Ganador   |
| 2011 | Mejor actor - Miniserie o telefilme            | Page Eight        | Nominado  |

Premios Goya
| Año  | Categoría              | Película    | Resultado |
| ---- | ---------------------- | ----------- | --------- |
| 2017 | Mejor actor de reparto | La librería | Nominado  |

Medallas del Círculo de Escritores Cinematográficos
| Año  | Categoría              | Película    | Resultado |
| ---- | ---------------------- | ----------- | --------- |
| 2017 | Mejor actor secundario | La librería | Ganador   |

Premios Feroz
| Año  | Categoría              | Película    | Resultado |
| ---- | ---------------------- | ----------- | --------- |
| 2017 | Mejor actor de reparto | La librería | Nominado  |